# Роберт Макнајт
Роберт „Боб” Макнајт (енгл. Robert "Bob" McKnight; Норт Беј, 19. март 1938 — 21. март 2021) био је аматерски канадски хокејаш на леду. 
Као члан сениорске репрезентације Канаде учествовао је на ЗОИ 1960. у Скво Валију када је селекција Канаде освојила сребрну медаљу.